# Pieter Lodewijk Muller
Pieter Lodewijk Muller, né le 9 novembre 1842 à Koog-sur-le-Zaan et mort le 25 décembre 1904 à Gardone Riviera, est un historien néerlandais.

## Biographie
Pieter Lodewijk Muller naît le 9 novembre 1842 à Koog-sur-le-Zaan. Il est le troisième enfant de Christiaan Muller, pasteur de l'assemblée mennonite de Koog et Zaandijk, et d'Isabella  de Cercq.
Il étudie à Leyde de 1861 à 1867. Il travaille dans différents services d'archives aux Pays-Bas et à l'étranger, il est nommé professeur au Gymnasium de Leyde en 1869.
Pieter Lodewijk Muller meurt le 25 décembre 1904 à Gardone Riviera.